# Anna Krasemann
Anna Krasemann (* Mai 1998 in Münster) ist eine deutsche Schauspielerin.

## Leben
Anna Krasemann wurde 1998 in Münster geboren. Bei Cactus Junges Theater, dem transkulturellen Jugendtheater mit politischem Anspruch, sammelte sie erste Bühnenerfahrungen. Von 2018 bis 2022 studierte sie Darstellende Kunst an der Kunstuniversität Graz und absolvierte ein Erasmus-Semester an der ArtEZ Toneelschool Arnhem. Als Studiomitglied spielte sie für ein Jahr am Hessischen Landestheater Marburg.
Nach Abschluss ihres Magisterstudiums mit der Arbeit Ophelia - BLABLA durch die Blume gesagt zog sie nach Dortmund. Seitdem ist sie als freischaffende Schauspielerin tätig. 

## Filmografie
Mittellangspielfilm:
- 2023: Volxdorf – Regie: Olav F. Wehling

Kurzfilme:
- 2019: Riga – Regie: Paula Julia Kläy
- 2021: Verlass mich nicht! – Regie: Dieter Berner[4]

Musikvideos:
- 2023: Feine Sahne Fischfilet - Kiddies im Block[5]

## Theater (Auswahl)
Zu den Produktionen, die Anna Krasemann spielte, zählen unter anderem:
- Johann Holtrop nach dem gleichnamigen Roman von Rainald Goetz in einer Fassung von Stefan Bachmann und Lea Goebel unter der Regie von Henri Hüster (Theater Paderborn 2024)[7]
- Die Konferenz der Tiere in der Bühnenfassung und Inszenierung von Ekat Kordes (Heidelberg 2022–2023)[8]
- Bilder deiner großen Liebe von Wolfgang Herrendorf unter der Regie von Schirin Khodadadian (Marburg 2022)[9]
- Amsterdam von Maya Arad Yasur unter der Regie von Eva Lange (Marburg 2021–2022)[10]
- Entwurf für ein Totaltheater von Anne Lepper unter der Regie von Henri Hüster (Graz 2021)[11]
- Keine Landschaft, Stückentwicklung unter der Regie von Yesim Nela Keim Schaub (Graz 2020)
- De Gouden Draak von Ronald Schimmelpfennig unter der Regie von Char Li Chung (Arnheim 2020)

## Auszeichnungen
- 2023 Kunstuniversität Graz - Genderforschung [at], Genderpreis für Ophelia - BLABLA durch die Blume Gesagt
- 2021 Förderpreis Ensemble beim 32. Bundeswettbewerb Schauspielstudierender in Wien (Deutschland)